# بروز (همه‌گیرشناسی)
در همه‌گیرشناسی، احتمال بروز بیماری (به انگلیسی: Incidence) به پیش آمدن یک بیماری، در یک جمعیت، در یک دورهٔ مشخص از زمان گفته می‌شود. اگرچه گاهی برای بیان ساده‌تر، از آن به عنوان تعداد موارد تازه‌رخ‌دادهٔ یک بیماری در طول یک دورهٔ زمانی یاد می‌شود، ولی بهتر است آن را با یک نسبت یا شدت که دارای یک مخرج است، نشان داد.
نسبت بروز یا بروز تجمعی یا بروز انباشته به تعداد موارد جدید در یک دوره زمانی مشخص تقسیم بر اندازهٔ جمعیتی که از آغاز در معرض خطر بوده است، گفته می‌شود. برای نمونه، اگر یک جمعیت در آغاز دارای ۱۰۰۰ فرد غیربیمار باشد و در طول ۲ سال مشاهده، در ۲۸ نفر از آنها شرایط یک بیماری گسترش پیدا کرده باشد، نسبت بروز برابر است با ۲۸ مورد در هر ۱۰۰۰ نفر در هر ۲ سال، یعنی ۲٫۸ درصد.